# Shell Scott
Shell (Sheldon) Scott è un personaggio letterario, protagonista dei romanzi polizieschi dello scrittore statunitense Richard S. Prather. Shell è un investigatore privato di Los Angeles e spesso collabora con il capitano Phil Samson, Divisione Omicidi, della Polizia di Los Angeles (LAPD). Il personaggio fa parte di una lunga serie, durata quasi 40 anni, nella quale rimane sempre un atletico e muscoloso trentenne, ironico, appassionato e dongiovanni.
Shell Scott mantiene un ufficio all'Hamilton Building, tra la 3ª e 4ª strada di Broadway, Los Angeles. Risiede a Hollywood, presso il Residence Spartan. In un'intervista del 1985, l'autore afferma "...ho voluto rendere il personaggio di Shell Scott come tipo allegro e spiritoso, a differenza degli scontrosi e burberi detective in voga al momento. E poi mi piaceva leggere cose leggere e divertenti. Raymond Chandler era solito scrivere un po' dal lato oscuro e tenebroso, ma i suoi dialoghi erano così spiritosi e furbeschi, che a volte mi veniva da ridere ad alta voce. Lui quindi mi ha parecchio influenzato. Poi c'è stato Damon Runyon, del quale ho letto proprio tutto e non mi saziavo mai. Anche altri autori hanno inciso sul mio stile narrativo, autori che amavo leggere e mi appassionavano. Rendere Shell divertente non è stato parte di un lungimirante progetto organico: ha rappresentato una parte di me stesso e di come desideravo raffigurare il personaggio. Volevo che i lettori si sentissero contenti nel leggere i miei libri, e non depressi. Ci sono abbastanza cose deprimenti a questo mondo, e non volevo assolutamente che le mie storie ne facessero parte."

## I romanzi
Pubblicati in italiano dalla Longanesi, nella Collana Gialli Proibiti
- Case of the Vanishing Beauty — 1950
- Bodies in Bedlam — 1951
- Everybody Had a Gun — 1951
- Way of a Wanton — 1952
- Pattern for Panic — 1954
  - (IT)  Giuoco pericoloso pub. Garzanti: Gialli d'epoca — 1955
- Ride a High Horse o Too Many Crooks —1956
  - (IT)  Le labbra fredde — 1956
- Strip for Murder — 1956
- Un uomo,tre donne (The Wailing Frail, 1956) — 1967
- The Deadly Darling — 1957
- Trova quella donna (Find This Woman, 1951) — 1957
- Have Gat - Will Travel (racconti) — 1957
- Three's a Shroud (romanzi brevi) — 1957
- Nuda sulla strada (Darling, It's Death, 1952) — 1957
- Lasciale quando son morte (Always Leave 'em Dying, 1954) — 1957
- The Scrambled Yeggs (pubblicato nel 1952 col titolo di Pattern for Murder come "David Knight") — 1958
  - (IT)  Ancora calda — 1958
- La spada di carne (Dagger of Flesh, 1952) — 1958
- Over Her Dear Body — 1959
- Ora basta (Slab Happy, 1958) — 1959
  - (IT)  Pupe, ditelo a Scott! — 1959
  - (IT)  La ferita sanguina — 1959
  - (IT)  Domani a te — 1959
  - (IT)  Lei ti ucciderà — 1959
- Dance with the Dead — 1960
  - (IT)  A denti stretti — 1960
  - (IT)  Questione di prezzo — 1960
- L'inferno doppio (Double in Trouble, 1959) (con Stephen Marlowe) — 1961
- Shell Scott's Seven Slaughters (racconti) — 1961
- La tomba pazza (Dig That Crazy Grave, 1961) — 1962
- Un po' troppo (Kill the Clown, 1962) — 1962
- The Trojan Hearse — 1964
- Due pezzi (Dead Heat, 1963) — 1964
- Ti ho preso (Joker in the Deck, 1964) — 1965
- E poi verrai (The Cockeyed Corpse, 1964) — 1965
- Dead Man's Walk — 1965
- Un detective chiamato Shell (Kill Him Twice, 1965) — 1966
- Non passa più (The Meandering Corpse, 1965) — 1967
- Gat Heat — 1967
- Gasp (The Kubla Khan Caper, 1966) — 1968
- The Cheim Manuscript — 1969
- Kill Me Tomorrow — 1969
- The Shell Scott Sampler (racconti) — 1969
  - (IT)  Strappa e colpisci — 1969
- Dead-Bang — 1971
- The Sweet Ride — 1972
  - (IT)  Lo strano sindaco — 1973
- The Sure Thing — 1975
- The Amber Effect — 1986
- Shellshock — 1987
- Il gemello scomparso (Take a Murder, Darling, 1958) — 1988
  - (IT)  Danza con la morte — 1988